# Canned Film Festival

Canned Film Festival est une série télévisée documentaire avec Laraine Newman d'une durée de 120 minutes, consacré à un ensemble de mauvais films.